# تازه‌نفس‌ها
تازه‌نفس‌ها فیلم مستندی به کارگردانی کیانوش عیاری در تابستان سال ۱۳۵۸ در حال و هوای پس از انقلاب ساخته‌است. این مستند با دیدی واقع‌گرایانه وضعیت روزهای پس از انقلاب و شور و اشتیاق مردم انقلابی را نمایش می‌دهد. این مستند تنها با تصویر و بدون هیچ روایت و توضیحی، اتفاقات را نشان می‌دهد.